# The Spinners (groupe américain)
Pour les articles homonymes, voir The Spinners.
 (mars 2013).
Si vous disposez d'ouvrages ou d'articles de référence ou si vous connaissez des sites web de qualité traitant du thème abordé ici, merci de compléter l'article en donnant les références utiles à sa vérifiabilité et en les liant à la section « Notes et références ».
The Spinners est un groupe de musique américain de soul, RnB et pop, actif depuis 1954. Le groupe, très célèbre dans les années 1970, est originaire de Détroit. 

## Carrière
Billy Henderson, Henry Fambrough, Pervis Jackson, James Edwards et C. P. Spencer, des amis de lycée, se produisaient depuis 1954 dans leur région natale autour de Detroit sous le nom de « The Domingoes ». Edwards et Spencer furent rapidement remplacés par Bobbie Smith et George Dixon. 
À partir de 1961, le groupe prend son nom définitif. La même année, le groupe connaît son premier succès avec That's What Girls are Made For, placé à la 27e place des meilleures ventes aux États-Unis. Cependant, à part quelques succès isolés, le groupe ne connaît pas de grands succès pendant les années 1960. En 1967, le groupe intègre le chanteur G.C. Cameron. 
Cinq ans après leur dernier placement dans le Billboard Hot 100, les Spinners atteignent la 14e place avec It's a Shame, écrit et produit par Stevie Wonder en 1970. Le groupe quitte alors le label Motown et signe chez Atlantic Records en 1972. Un nouveau chanteur est recruté en la personne de Philippé Wynne.
C'est alors la période des tubes pour les Spinners. Avec le seul album homonyme, The Spinners, ils réussirent à intégrer cinq chansons dans le Top 100 des singles et deux dans le Top 10 (I'll Be Around et Could it Be that I'm Falling in Love) aux États-Unis. 
En 1974, le groupe, avec Then Came You, une collaboration avec Dionne Warwick, atteint la première place du Billboard Hot 100. 
Après le départ de Wynne en 1977, le nombre de succès que connaissent les Spinners diminue. 
Au début des années 2010, le groupe continue toujours de se produire avec deux de ses membres originaux (Fambrough et Smith).

## Discographie

### Albums studio
- 1967 : The Original Spinners
- 1970 : 2nd Time Around
- 1973 : Spinners
- 1974 : Mighty Love
- 1974 : New and Improved
- 1975 : Pick of the Litter44
- 1976 : Happiness Is Being With the Spinners
- 1977 : Yesterday, Today & Tomorrow
- 1979 : From Here to Eternally
- 1979 : Dancin' and Lovin'
- 1980 : Love Trippin'
- 1981 : Labor of Love
- 1982 : Can't Shake This Feelin'
- 1982 : Grand Slam
- 1984 : Cross Fire
- 1985 : Lovin' Feelings
- 1989 : Down to Business

### Albums live
- 1975 : Live!
- 1994 : In Concert
- 2007 : Live!

### Compilations
- 1973 : The Best of the Spinners
- 1977 : Smash Hits
- 1978 : The Best of the Spinners
- 1991 : A One of a Kind Love Affair: The Anthology
- 1993 : The Very Best of the Spinners
- 1997 : The Very Best of the Spinners, Vol. 2
- 2000 : Their Early Years
- 2001 : Essential Collection
- 2002 : The Essentials
- 2003 : The Chrome Collection
- 2006 : The Definitive Soul Collection
- 2007 : The Platinum Collection
- 2009 : Are You Ready for Love? The Very Best of the Detroit Spinners